# Siinamota
Siinamota (椎名もた?), pseudonimo di Mizoguchi Ryo (溝口遼?; Ishikawa, 9 marzo 1995 – 23 luglio 2015), è stato un tastierista, paroliere e compositore giapponese.

## Biografia
Mizoguchi Ryo (溝口遼), meglio conosciuto con il nome d'arte siinamota (椎名もた) o Powapowa-P (ぽわぽわP), è stato un paroliere, tastierista, compositore e arrangiatore molto rilevante e apprezzato nel suo paese e dalla comunità degli amanti degli anime, oltre ai milioni di fan in tutto il mondo.
La sua carriera da creatore di musica con VOCALOID è iniziata molto presto, quando aveva soltanto 14 anni, pubblicando il suo primo album Yume no Manimani.
Il suo lavoro più notevole è Young Girl A, che ha raggiunto oltre 100 milioni di visualizzazioni su youtube.
Il 23 luglio 2015 è deceduto all'età di 20 anni. È ignoto come sia morto, si sospetta che si sia suicidato per motivi di depressione.
Il suo ultimo lavoro è Please Give Me a Red Pen, pubblicata lo stesso giorno del suo suicidio. (Il titolo è un riferimento al suo volersi suicidare, dato che nella cultura asiatica scrivere il nome di qualcuno in rosso significa che questa persona è morta)
Quattro anni dopo la sua morte, nel 2019, i suoi amici hanno rilasciato un album chiamato Therefor, dove canta lui stesso in alcune canzoni.